# ابراهیم‌خان ظهیرالدوله افشار
ابراهیم‌خان افشار برادر نادرشاه و یکی از سرداران سپاه او بود. ابراهیم در زمان شاه طهماسب دوم در سپاه صفویه شروع به خدمت کرد و در کنار برادرش به مبارزه با اشرف‌افغان پرداخت. با به سلطنت رسیدن نادرشاه و بنیان گذاری سلسله افشاریان ابراهیم خان به‌عنوان حاکم خراسان انتخاب شد،  سپس سپهسالار ارتش برادرش در آذربایجان شد و حکومت آذربایجان، شروان و داغستان به او سپرده شد. او در سال ۱۱۵۱ در مبارزه با شورش لزگی‌ها در داغستان روبه‌رو شد و سپس در جنگ با آن‌ها کشته و جسدش سوزانده شد.

## اقدامات ظهیرالدوله
- نقره گرفتن دو در آرامگاه علی بن موسی الرضا
- ایجاد سدی در مرو جهت تأمین آب ساکنان. وی در ۱۱۴۷ق/۱۷۳۴م هنگامی که حکومت خراسان را بر عهده داشت از سوی نادر به ساختن این سد مأمور شد و برای انجام آن از همکاری محمد مؤمن‌خان قوللر آقاسی نیز بهره برد.
- بازسازی بند مشهور ملک‌شاه سلجوقی را که پیش از آن ویران شده بود.[۱]